# Mechanical Animals
Mechanical Animals es el nombre del tercer álbum de estudio del grupo de rock industrial  estadounidense Marilyn Manson, lanzado el 14 de septiembre de 1998. El álbum, que contiene una influencia esencial del glam rock, presenta al personaje de Omega, el alter ego de Marilyn Manson.
El álbum vendió más de 1 000 000 de unidades en Estados Unidos y más de 8 000 000 de copias en todo el mundo. Fue certificado disco de platino por la RIAA. Ocupó la primera posición en la lista de ventas de Billboard 200, también fue número uno en Australia y Canadá. Fue un material que no estuvo exento de polémicas, tales como la controversia generada por la carátula del álbum, el video de la canción «Coma White» (por incluir una recreación del asesinato de John F. Kennedy en 1963) o la supuesta influencia de Marilyn Manson en la masacre de la escuela secundaria de Columbine. Ann Powers de Rolling Stone, declaró que el "abuso de drogas, el sexo y el cinismo de Manson fueron algunas motivaciones para esta producción". Mientras que David Browne, de la revista Entertainment Weekly, criticó la imagen "anoréxica de Manson, el color de la piel, los senos y los genitales".

## Grabación y producción

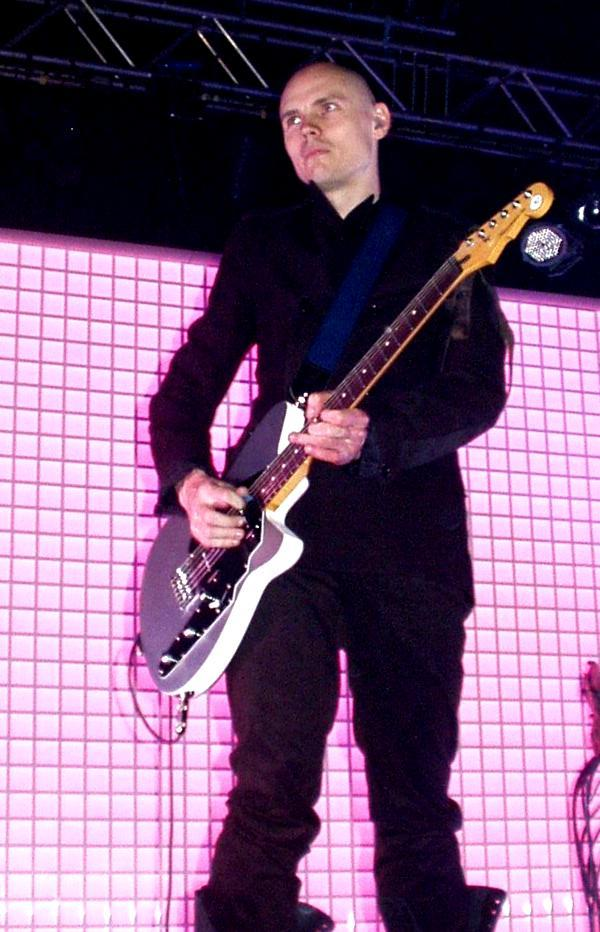
Billy Corgan fue asesor musical.

Tras la conclusión del tour Dead to the World en septiembre de 1997, la banda se trasladó a Burbank, California, Estados Unidos. Los trabajos del nuevo álbum de Manson fueron grabados en los estudios Westlake Recording y Conway Recording. A principios del mes de diciembre, de ese mismo año, el cantante comenzó su apertura para el desarrollo de su nuevo material discográfico realizando algunas declaraciones para MTV News, un noticiero especial del canal MTV. Dichas informaciones se emitieron el día viernes por la noche. Desde el principio, también hubo informes de que el nuevo álbum sería producido por el equipo de producción angelino Dust Brothers. De acuerdo a MTV News: "[Ellos] han completado el trabajo en algunas pistas sobre el próximo trabajo de Marilyn Manson [...]". Sin embargo, no se realizó ningún tipo de colaboración por parte de los Dust Brothers y los temas nunca fueron terminados. Ante esta situación, Manson decidió trabajar con Billy Corgan, vocalista y líder de la banda The Smashing Pumpkins, quien se desempeñó como consultor musical de la banda durante algunas etapas de la producción. Luego de analizar algunas pistas, Corgan le aconsejó al grupo: "esta es definitivamente la dirección correcta, pero si vas a realizar esto, se debe seguir este camino".
Para esta producción la banda decidió trabajar con Michael Beinhorn y Sean Beavan, los productores principales. Beinhorn ya trabajó con otros artistas destacados como Ozzy Osbourne, Soundgarden, Red Hot Chili Peppers, entre otros y recién terminaba labores en otra producción, mientras que Beavan suministró algunos trabajos adicionales. De igual forma, Beinhorn confirmó que el naciente proyecto de Manson estaba prácticamente completo y que el lanzamiento oficial estaba programado para otoño o finales de verano. Manson, por su parte, pasó la primera parte del año tomando un receso y promocionando su libro autobiográfico The Long Hard Road Out of Hell. Para el mes de febrero de 1998, el líder de la banda es entrevistado por la National Public Radio (una estación de radio pública de Estados Unidos), Manson aprovechó la oportunidad para promocionar su autobiografía y afirmó que el concepto del nuevo material presentaba un enfoque distinto a su antecesor álbum, Antichrist Superstar. Manson afirmó: "Después de pasar por todo lo realizado en los últimos dos años, es casi como Eduardo Manostijeras o E.T., el extraterrestre. Alguien que se siente como si estuviera en el lugar equivocado". El final de las mezclas y la posproducción se llevó a cabo en un estudio situado en Burbank, California, Estados Unidos. En julio de 1998, después de haber contribuido en el nuevo material, el guitarrista Zim Zum decidió abandonar la agrupación en términos amistosos para continuar con su proyecto en solitario. Finalmente es reemplazado por el guitarrista John William Lowery, conocido en el medio artístico como John 5. Mechanical Animals se lanzó el 14 de septiembre de 1998 por medio de la compañía discográfica Interscope Records.

## Concepto y temática

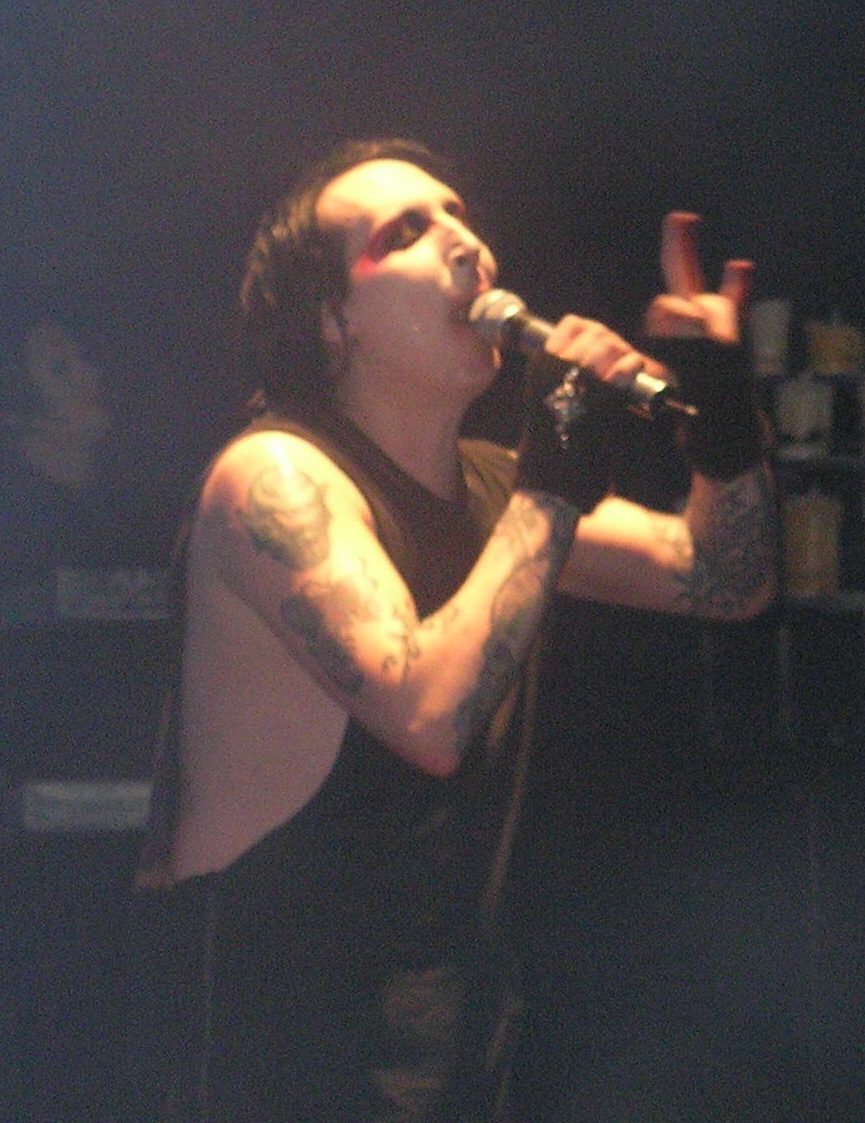
Manson afirmó que Mechanical Animals hace parte de una trilogía conceptual.

En Mechanical Animals Manson asume dos papeles protagónicos. El primero trata sobre un alienígena llamado "Omega" que luego de caer al planeta tierra es capturado y posteriormente incluido en una banda de rock llamada Mechanical Animals. Manson se convierte definitivamente en un producto estrella, sumergido en la fama y las drogas. Mientras que el otro personaje denominado "Alpha" se basa en sí mismo y sus experiencias vividas, algo relativamente parecido a la época vivida en Antichrist Superstar; es un ser vulnerable e intenta utilizar sus emociones de una manera adecuada. Manson señaló más tarde en una entrevista con la revista Rolling Stone que "Mechanical Animals representaba el punto en el que se vendió a cabo la revolución, un cascarón vacío de lo que fue la esencia de Marilyn Manson. Fue una sátira, y la gran mayoría de la gente lo interpretó como 'esto es lo que realmente es'. Yo estaba haciendo una burla de lo que era, tomar una foto de mí mismo". Según las palabras del propio Manson, este material hace parte de una trilogía que comienza por Antichrist Superstar y termina en Holy Wood (In the Shadow of the Valley of Death). La historia trata sobre un joven que presenta varios problemas emocionales, estos mismos problemas influyen negativamente en su vida y se convierten en un claro objetivo; finalmente el joven toma la determinación de acabar con el problema de forma definitiva, pero se percata que el objetivo del problema es él mismo.
A diferencia de los trabajos anteriores de Marilyn Manson, Mechanical Animals contiene un fuerte estilo estético, y una temática poco oscura. La imagen y la música de este trabajo discográfico está inspirada en el estilo de los años 1970, tomando como referencia a personajes importantes y representativos de la época como David Bowie, según algunas declaraciones del propio Manson. La mayoría de las pistas musicales contienen melodías más ligeras, sin embargo, esta "ligereza" no se extiende necesariamente a la letra. La canción «Great Big White World» fue motivo de algunos problemas debido a un supuesto mensaje racista por parte de Manson, algo que el propio cantante desestimó alegando que el mensaje real de la canción estaba enfocado a la cocaína. Según la revista Rolling Stone la canción «The Speed of Pain» contiene una atmósfera evocadora, también destaca el trabajo de Dave Navarro en el disco «I Don't Like the Drugs (But the Drugs Like Me)». El álbum presenta una combinación de estilos musicales pasando por el género glam metal hasta el metal industrial, acompañado de una temática enfocada a varios aspectos como el amor o las drogas.

## Diseño de portada y ediciones

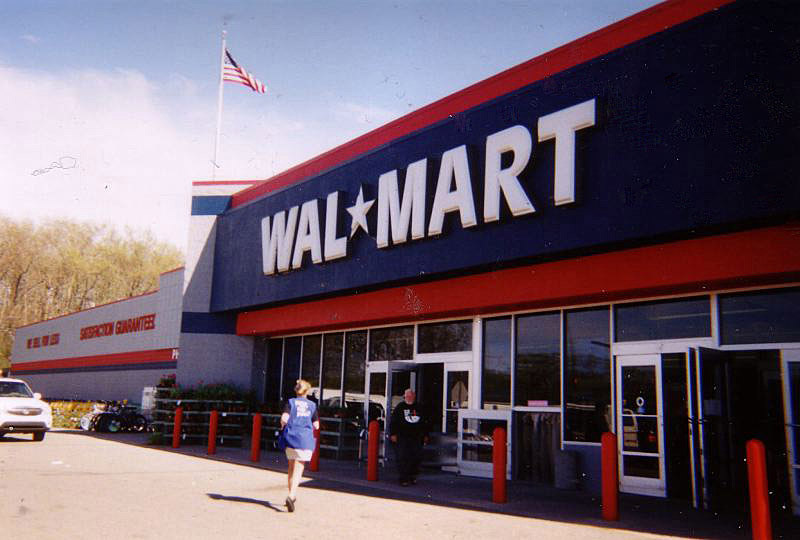
La multinacional Walmart se negó a vender el material discográfico por las imágenes obscenas y el contenido explícito.

El arte de la portada ganó varios elogios y reconocimientos por parte de la crítica. En 2003, el canal de televisión por cable VH1 seleccionó a Mechanical Animals como la 29.ª mejor portada de un material discográfico de todos los tiempos. También fue seleccionado en 2009 uno de los 100 mejores diseños de portada, según el portal web Smashing Magazine. Mientras que el portal songfacts ubicó el álbum en la 4.ª posición dentro de una lista de las 10 portadas más controversiales y polémicas. La foto de la portada muestra a Manson convertido en un alienígena con el pecho descubierto y los genitales cubiertos con aerógrafo. Contrariamente a los rumores que circularon por la Internet, el líder de la banda no se sometió a ningún tipo de cirugía plástica para representar un ser alienígena. Los senos son prótesis, fabricados especialmente por la compañía Industrial Light & Magic. Manson está realmente desnudo y cubierto de pies a cabeza por la pintura de látex, sus órganos genitales están cubiertos por una fina capa de plástico para crear la apariencia andrógena de una figura particularmente extraña que él llama "Omega". El CD también presenta una portada alterna que es menos obscena que la principal, con unas letras escritas en texto anagrama que dicen: "Omega And The Mechanical Animals"; cuando se reordenan las letras se puede observar otro texto: "Marilyn Manson Is An Alchemical Man". El álbum describe una gran cantidad de simbolismos y mensajes ocultos. Aunque el diseño de portada generó algunos elogios, el 14 de agosto de 1998, un mes antes del lanzamiento, los tres principales almacenes minoristas de Estados Unidos: Kmart Corporation, Walmart y Target Corporation se negaron a vender el álbum alegando que dentro de las políticas de la empresa no estaba permitido comercializar productos con letras explícitas.
Mechanical Animals se lanzó en varios formatos: una edición de plástico con estuche de cartón, material multimedia y una pista oculta, otra versión limitada con un video adicional y un pequeño libro de 20 páginas con unas historietas, y la edición original.

## Gira

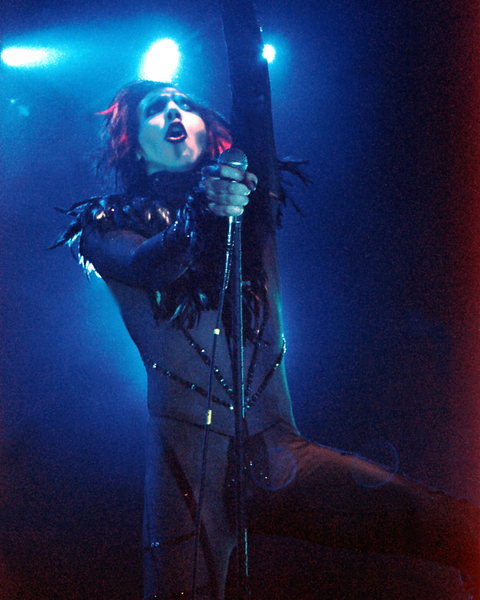
Marilyn Manson en la gira Rock is Dead en 1999.

Después del lanzamiento del álbum, Marilyn Manson realizó dos giras: Mechanical Animals y Rock is Dead. Antes de iniciar estas giras, la banda recibió una invitación para actuar en el festival musical Lollapalooza, pero debido a una serie de inconvenientes no se llegó a ningún acuerdo, según la versión de uno de los miembros cofundadores del festival. Luego de superar los inconvenientes, la agrupación decidió emprender sus giras. En un principio, el comienzo del tour se programó para el 25 de junio de 1998, con una serie de presentaciones en Europa acompañado de varios artistas importantes como Bob Dylan, Iggy Pop, Beastie Boys, entre otros. Sin embargo, el batería Ginger Fish se enfermó de mononucleosis infecciosa, esto condujo a la cancelación definitiva del tour europeo. Solo hasta el 26 de octubre se reanudó la gira comenzando en Lawrence (Kansas). Luego de superar este incidente, la banda retornó a los conciertos, y programó una presentación para el 19 de octubre, en el teatro Landmark, Siracusa (Nueva York). Sin embargo, antes del concierto se produjo una serie de protestas por parte de algunos activistas que exigieron la cancelación del concierto. De acuerdo con la agencia de noticias estadounidense Associated Press, el entonces alcalde de Siracusa Roy Bernardi intentó bloquear la sede, alegando una "obligación moral con el pueblo de Siracusa", sin especificar ninguna razón de sus objeciones. Funcionarios del condado de Onondaga también intervinieron en la problemática amenazando a la dirección del teatro con retener 30 mil dólares destinados a los fondos del condado si finalmente se llevaba a cabo el espectáculo; esto motivó que los responsables se plantearan la cancelación del evento. A pesar de ello, los representantes de Landmark vendieron las boletas, y el evento se llevó a cabo en la fecha y el lugar establecido.
La gira Rock is Dead comenzó a mediados del mes de marzo de 1999, y fue realizada como apoyo para su tercer álbum de estudio. El tour se vio empañado por la masacre de la escuela secundaria de Columbine en Colorado, motivo por el cual la banda canceló las fechas restantes de la gira por respeto a las víctimas, y explicaron: "No es el mejor ambiente para estar tocando en un concierto de rock and roll". Ante esta situación, el vocalista y líder de la banda expresó sus condolencias por la trágica muerte de trece alumnos a manos de Eric Harris y Dylan Klebold.
El disco God Is In The TV recopila todo el material fílmico de las dos giras. Fue lanzado el 2 de noviembre de 1999 en formato VHS por la compañía discográfica Interscope Records, y contiene gran cantidad de imágenes y canciones de sus presentaciones, así como también de algunas escenas detrás de cámara y varios videoclips.

## Crítica y recepción
Mechanical Animals recibió todo tipo de críticas. Stephen Thomas Erlewine de Allmusic dijo que Manson tuvo como influencia al artista David Bowie y que su imagen fue "como una versión de Alice Cooper de los años 1990". El semanario británico NME alabó no solo el cambio de ritmos, sino también, el vestuario y la temática presentada. Antichrist Superstar mostraba sonidos marcados por la música gótica acompañado de cualquier cantidad de ritmos y símbolos satánicos, mientras que este registro está marcado por la atención del público, los excesos de la fama y el glamur de los años 1970, una de las épocas doradas de David Bowie. Ann Powers de la revista Rolling Stone comentó que el álbum presentaba pasajes llenos de sentimientos y de algunos excesos con los fármacos. También afirmó que el líder de la banda "llegó a la fama por la elaboración de una visión del mundo de diversos orígenes vulgares: pornografía, películas de terror, ocultismo, y rock gótico". David Browne de la revista Entertainment Weekly fue más enfático en sus declaraciones: "Mechanical Animals de Marilyn Manson está diseñado para ser impactante". Según Browne, el concepto general del álbum fue en cierto modo patético y divertido, no solo por la imagen alienígena de Manson, sino también, por el contenido lírico de las canciones. Greg Burk del tabloide LA Weekly certificó el trabajo diciendo que fue "uno de los mejores discos de su década" y que Manson "había alcanzado el máximo dominio de su arte (la música)". Según las palabras de Joshua Klein del periódico A.V. Club el trabajo de esta producción es una copia de la música de David Bowie, criticando de esta forma la falta de originalidad en la composición musical.
El álbum vendió 223 mil unidades en Estados Unidos después de la primera semana de su lanzamiento, según los datos suministrados por Nielsen SoundScan. Las ventas se vieron impulsadas gracias a la rotación del sencillo promocional «The Dope Show» en la cadena MTV y por la actuación en los MTV Video Music Awards 1998, de esta manera logró desplazar de la primera posición de la lista de ventas a The Miseducation of Lauryn Hill, de Lauryn Hill. Mechanical Animals permaneció en el conteo de Billboard 200 durante un período de 33 semanas, logró vender más de 1 millón de copias solo en Estados Unidos, y un estimado de 8 millones a nivel mundial. De acuerdo con el portal oficial de AcclaimedMusic.net el álbum figura en la posición 44, como uno de los mejores trabajos discográficos de 1998 y es considerado uno de los mejores 500 álbumes de todos los tiempos. La revista SPIN lo ubicó en la 7.ª posición de los mejores álbumes de 1998

## Lista de canciones
| LP original |                                                  |                            |          |  |
| N.º         | Título                                           | Música                     | Duración |  |
| 1.          | «Great Big White World»                          | Manson, Ramirez, Gacy, Zum | 5:01     |  |
| 2.          | «The Dope Show»                                  | Manson, Ramirez            | 3:46     |  |
| 3.          | «Mechanical Animals»                             | Manson, Ramirez, Zum       | 4:33     |  |
| 4.          | «Rock is Dead»                                   | Manson, Ramirez, Gacy      | 3:09     |  |
| 5.          | «Disassociative»                                 | Manson, Ramirez, Gacy, Zum | 4:50     |  |
| 6.          | «The Speed of Pain»                              | Manson, Ramirez, Gacy, Zum | 5:30     |  |
| 7.          | «Posthuman»                                      | Manson, Ramirez, Gacy      | 4:17     |  |
| 8.          | «I Want to Disappear»                            | Manson, Ramirez            | 2:56     |  |
| 9.          | «I Don't Like the Drugs (But the Drugs Like Me)» | Manson, Ramirez, Zum       | 5:03     |  |
| 10.         | «New Model No.15»                                | Manson, Ramirez            | 3:40     |  |
| 11.         | «User Friendly»                                  | Manson, Ramirez, Gacy, Zum | 4:17     |  |
| 12.         | «Fundamentally Loathsome»                        | Manson, Gacy, Zum          | 4:49     |  |
| 13.         | «The Last Day on Earth»                          | Manson, Ramirez, Gacy      | 5:01     |  |
| 14.         | «Coma White»                                     | Manson, Ramirez, Gacy, Zum | 5:38     |  |
| 62:36       |                                                  |                            |          |  |

| Pistas escondidas |                         |          |  |
| N.º               | Título                  | Duración |  |
| 1.                | «A Rose And Baby Ruth»  | 2:17     |  |
| 2.                | «Coma White (Acoustic)» | 5:33     |  |
| 3.                | «Get My Rocks Off»      | 3:05     |  |
| 4.                | «Untitled»              |          |  |
| 10:55             |                         |          |  |

## Posicionamiento en listas
| Año  | Trabajo            | Posicionamiento en listas | Posicionamiento en listas | Posicionamiento en listas       | Posicionamiento en listas | Posicionamiento en listas | Posicionamiento en listas   | Posicionamiento en listas | Posicionamiento en listas | Posicionamiento en listas | Posicionamiento en listas | Posicionamiento en listas | Posicionamiento en listas | Posicionamiento en listas | Posicionamiento en listas | Posicionamiento en listas |
| ---- | ------------------ | ------------------------- | ------------------------- | ------------------------------- | ------------------------- | ------------------------- | --------------------------- | ------------------------- | ------------------------- | ------------------------- | ------------------------- | ------------------------- | ------------------------- | ------------------------- | ------------------------- | ------------------------- |
| Año  | Trabajo            | Billboard 200             | Canadian Album Charts     | Mexican Albums Chart (AMPROFON) | Bandera de Austria        | Bandera de Francia        | Bandera de los Países Bajos | Bandera de Bélgica        | Bandera de Suecia         | Bandera de Finlandia      | Bandera de Noruega        | Bandera de Australia      | Bandera de Nueva Zelanda  | Bandera de Alemania       | Bandera del Reino Unido   | Bandera de Japón          |
| 1998 | Mechanical Animals | 1                         | 1                         | 23                              | 6                         | 14                        | 42                          | 22                        | 6                         | 6                         | 3                         | 1                         | 3                         | 7                         | 8                         | 25                        |

## Certificación
| Organismo | Certificación | Ventas      |
| --------- | ------------- | ----------- |
| RIAA      | Platino       | 1 000 000 + |
| CRIA      | Platino       | 100 000 +   |
| RIANZ     | Platino       | 35 000 +    |
| ARIA      | Oro           | 15 000 +    |

## Créditos
| - Marilyn Manson – Productor - Sean Beavan – Productor - Michael Beinhorn – Productor - Zim Zum - Guitarra rítmica y solos de guitarra - Twiggy Ramirez - Bajo, Guitarra acústica y plomo - M.W.Gacy - Teclados y sintetizadores - Ginger Fish - Batería - Rose McGowan – Voz - Dave Navarro – Guitarra - Billy Corgan – Coros - Tom Lord-Alge – Mezcla - Barry Goldberg – Ingeniero - Rob Brill – Asistente de ingeniería - Ted Jensen – Masterización - Danny Saber – Teclados | - John West – Voz - Alexandra Brown – Voz - Lynn Davis – Voz - Nikki Harris – Voz - Kobe Tai – Voz - Dyanna Lauren – Voz - Joseph Cultice – Fotografía - Devra Kinery – Maquillaje - Angela Garcia – Maquillaje - Alex Dizon – Estilista |